# L'homme révolté
O homem revoltado (em francês, L'homme révolté) é um ensaio filosófico escrito por Albert Camus e publicado em 1951.
O livro analisa o conceito da Revolta de um ponto de vista histórico. Analisando suas características e seus desvirtuamentos. A revolta para Camus tem uma dupla significação. Não é apenas histórica (apesar do seu ensaio ser histórico, ou seja, analisa as manifestações históricas da revolta), a revolta encontra algo de irredutível à história.
As manifestações históricas analisadas por Camus são muitas e de vários períodos históricos. Seja a Assim denominada Revolta Metafísica de Epicuro e Lucrécio na antiguidade, seja na negação absoluta do Marquês de Sade. Ou na afirmação do Único de Max Stirner colocado na mesma seção que Nietzsche. Ele observa e analisa essas manifestações também na poesia e na própria revolução. Seja na revolta dos escravos liderados por Espártaco ou na revolução que deu origem a URSS, e seus desdobramentos. Passando claro, pelas ideias e pela efetivação da Revolução Francesa.

## A Revolta Metafísica
Uma das primeiras manifestações da revolta que Camus analisa é a que ele denomina de "Revolta Metafísica". Apesar dele afirmar que a revolta metafisica só aparecerá de modo coerente no final do século XVIII, a análise que ele empreende começa, ainda entre os Gregos e Romanos.
A revolva metafisica é a revolta do homem contra a sua condição e contra sua criação, ou contra os motivos de sua criação e que justificariam sua condição. É a declaração do homem que se vê frustrado em sua criação. É portanto um Não dito pelo homem contra sua situação no mundo. É uma não aceitação desta criação. É claro portanto que, como um escravo que se revolta, o revoltado metafísico não é um ateu. Um escravo que se insurge contra o seu senhor tem que reconhecer este senhor de modo que possa se revoltar. O revoltado metafisico é portanto um blasfemo.
Portanto claramente o caráter da revolta metafísica é negativo, ou o caráter do não. É este o ponto principal da analise de Camus, que para dizer este não, ou seja para que exista este lado negativo da revolta, tem que haver um lado positivo, ou afirmativo. O homem que se revolta contra sua condição o faz em nome de algo. Há um juízo de valor em nome do qual esta revolta se efetua. O escravo quando se insurge contra seu senhor pois não aceita mais sua condição de escravo. Há algo nele, um valor, que não mais permite aceitar passivamente esta situação.
Camus vê algo de comum a si, e aos outros homens, de modo que possa reivindicar algo, de modo que possa se revoltar contra. Sua revolta seria infrutífera se não pudesse se fazer compreender.
Num paralelo com a obra de Hannah Arendt os homens tem que se reconhecer iguais para poderem se revoltar. E este reconhecimento passa necessariamente pela linguagem, pois a revolta deve ser pronunciada e tornada pública.
Esse valor que o homem reconhece em si, e que exige respeito é fundamental no decorrer da obra. É este o valor não histórico, que Camus com ousadia diz poder ser um reflexo da natureza humana (que vai claramente contra a ideia de Sartre, que nega com veemência uma ideia de natureza humana em prol da liberdade humana).
| “ | Ao protestar contra a condição naquilo que tem de inacabado, pela morte, e de disperso, pelo mal, a revolta metafísica é a reivindicação motivada de uma unidade feliz contra o sofrimento de viver e morrer. (...) Ao mesmo tempo em que recusa sua condição mortal, o revoltado recusa-se a reconhecer o poder que o faria viver nesta condição. O revoltado metafísico, portanto, certamente não é ateu, como se poderia pensar, mas sim obrigatoriamente blasfemo. Ele blasfema, simplesmente em nome da ordem, denunciando Deus como o pai da morte e o supremo escândalo. | ” |

Segundo Camus, para o revoltado metafísico, existe um poder que o humilha. Mas o revoltado só o reconhece em sua contestação, e percebe que este poder só existe como superior se ele aceita essa subordinação. O revoltado se levanta e nesta contestação traz este ser superior para as aventuras e humilhações humanas, e submete Deus à sua recusa. Depois de inclinar-se diante de sua condição, o homem anseia por ver reconhecido seus valores, faz com que Deus se incline, dado que ele se recusa a inclinar.
Neste conceito então "é necessário trazer Deus aos homens para destroná-lo em nome deste sentimento de justiça, tão humano, que não pode calar. O homem começa querendo fazer valer seus valores, e falar de igual para igual com Deus, mas isto não perdura. No caso do escravo, o começo de sua rebelião almeja apenas que sua humanidade seja reconhecida e quer ver nos olhos dos seu senhor que este compreenda sua situação. O escravo quer fazer valer seus valores, e quer que o senhor os aceite. Ele precisa falar de igual para igual com o seu senhor. Mas essa revolta, que no começo exige falar de igual para igual, termina por destronar seu senhor e, no final, é a morte do senhor que o escravo exige.
O revoltado metafísico, após a execução de Deus, consegue ver a unidade no mundo e a possibilidade de justiça. Morto Deus (A analise de Nietzsche e o nilismo se encontra ainda na seção da revolta metafísica - É celebre a frase de Friedrich Nietzsche: "Deus está morto"), cabe agora a ele a criação da justiça com as próprias mãos, justificando o assassinato divino. É o que Camus diz ser a criação do império dos homens, que é colocado em prática e muitas vezes desvirtuado. Mas segundo Camus a culpa dos crimes feitos em nome deste império não é da revolta, e sim da fuga e do esquecimento de onde essa rebelião partiu.